# Río Negro (ROU 11)
El patrullero ROU 11 «Río Negro» de la Armada Nacional (Uruguay) en servicio desde 1990 fue originalmente el patrullero de la clase Cape USCGC Cape Horn (WPB-95322) de la Guardia Costera de Estados Unidos (USCG).
Construido en 1958 por el United States Coast Guard Yard de Baltimore, Maryland, fue transferido en 1990 a Uruguay junto al USCGC Cape Higgon (ROU 10 «Colonia»).